# Glee Live! In Concert!
Glee Live! In Concert! é uma turnê de shows realizados pelos membros do elenco da série de televisão, Glee. A turnê, criada pelo criador da série Ryan Murphy foi concebido devido à esmagadora resposta à série. O show chegou a América do Norte, o Reino Unido e Irlanda. Ryan Murphy afirma que a trilha sonora da série e os shows foram a fonte da receita do sucesso da série. A turnê recebeu uma resposta de grande parte dos críticos de música e os fãs da série.
A parte norte-americana da primeira turnê em 2010, foi visto por mais de 70.000 espectadores, gerando mais de cinco milhões de dólares em vendas de ingressos e classificação na nona posição na Lista das Turnês Mais Quentes da Billboard. A turnê de 2011 foi visto por mais de 485 mil pessoas, ganhando mais de U$40 milhões de dólares. Em 2012 não houve continuação da turnê, mas Ryan Murphy disse estar negociando a terceira parte da turnê para o fim da quarta temporada da série em 2013.

## Início
| “                                                | "A resposta dos fãs ao nosso pequeno show foi tão imediata e tão gratificante, que queria sair e agradecer-lhes ao vivo e em pessoa", comentou Murphy. Nós não podemos esperar para por o pé na estrada e os atores não poderiam estar mais animados para tocar ao vivo para o público nessas quatro cidades. | ” |
| — Ryan Murphy, Glee Live! Comunicado de Imprensa | |   |

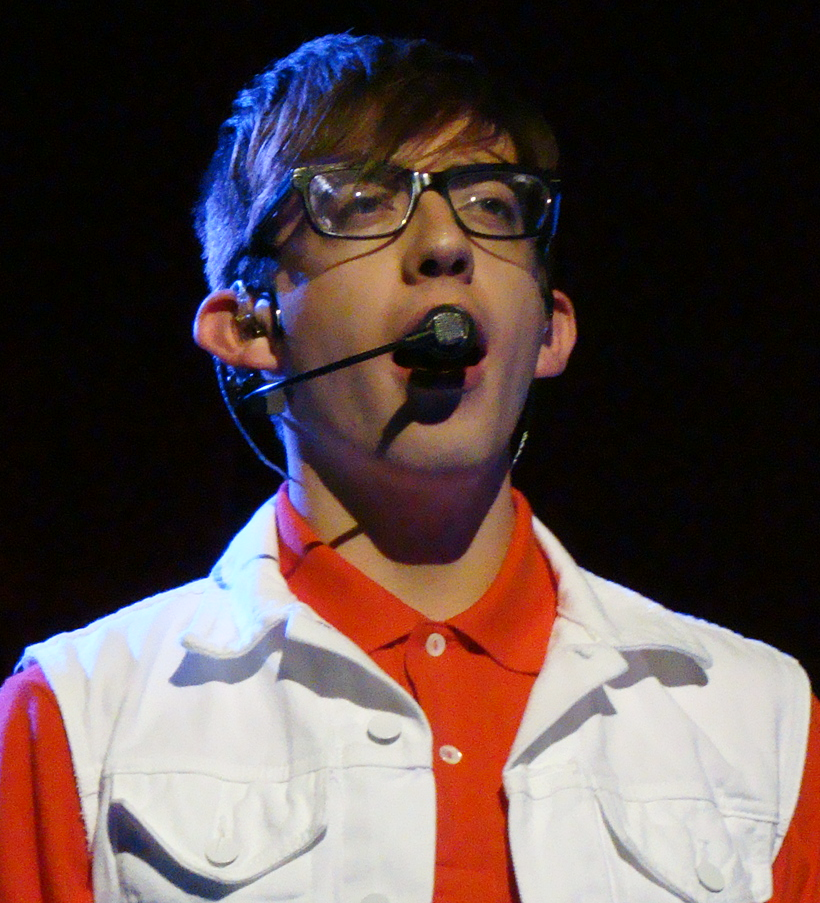
McHale durante "Don't Stop Believin'" em Junho de 2011.

Inicialmente, o elenco da série realizada uma pequena turnê promocional chamada "The Gleek Tour" em várias lojas dos EUA para divugar a trilha sonora da série e para se encontrar com os fãs da série. A turnê foi sugerida por vários membros do elenco via Twitter no início de 2010. A turnê foi anunciada oficialmente através de Fox em 1º de março de 2010 no encerramento da primeira temporada. Lea Michele (Rachel Berry) expressou sua emoção para a turnê afirmando: "Este tem sido um ano tão extraordinário para 'Glee' e eu não consigo pensar em uma maneira melhor de terminar a primeira temporada do que com apresentações ao vivo no palco com o elenco". Seus comentários foram mais tarde compartilhados por Cory Monteith (Finn Hudson) afirmando: "Este show mudou minha vida de muitas maneiras. Se você tivesse me dito há um ano atrás que eu estaria executando canções de rock clássico em teatros por todo o país, Eu nunca teria acreditado em você. Estamos empolgados!".
Participações especiais foram feitas por Jane Lynch (Sue Sylvester) e Matthew Morrison (Will Schuester) para uma apresentação no Radio City Music Hall em Nova York. Jonathan Groff (Jesse St. James), participou do show em Los Angeles, Califórnia e no Radio City Music Hall em Nova York.
Como a série anunciou a sua segunda temporada, a Fox anunciou uma nova etapa adicional na turnê pela Europa. Murphy responde dizendo que a segunta etapa da turnê era uma forma de agradecer aos fãs no exterior por sua dedicação à série e prometeu que a segunda etapa também seria feita nos EUA no verão de 2011. Amber Riley (Mercedes Jones) compartilhou o entusiasmo do elenco para a extensão da turnê observando, "Eu amei o show em Los Angeles, Chicago, Phoenix e Nova York no ano passado e não acreditava que havia alguma maneira de melhorar essa experiência. Mas realizando shows nas arenas grandes de Londres, Manchester e Dublin? Isso é legal? Nós não podemos esperar." Também foram incluidos na segunda etapa da turnê os novos membros do elenco: Chord Overstreet (Sam Evans), Ashley Fink (Lauren Zizes) e Darren Criss (Blaine Anderson).

## Sinopse dos concertos

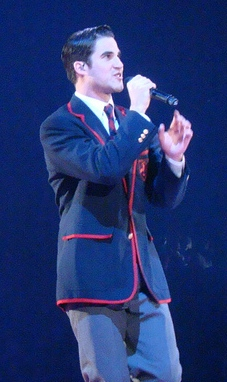
Criss em turnê.

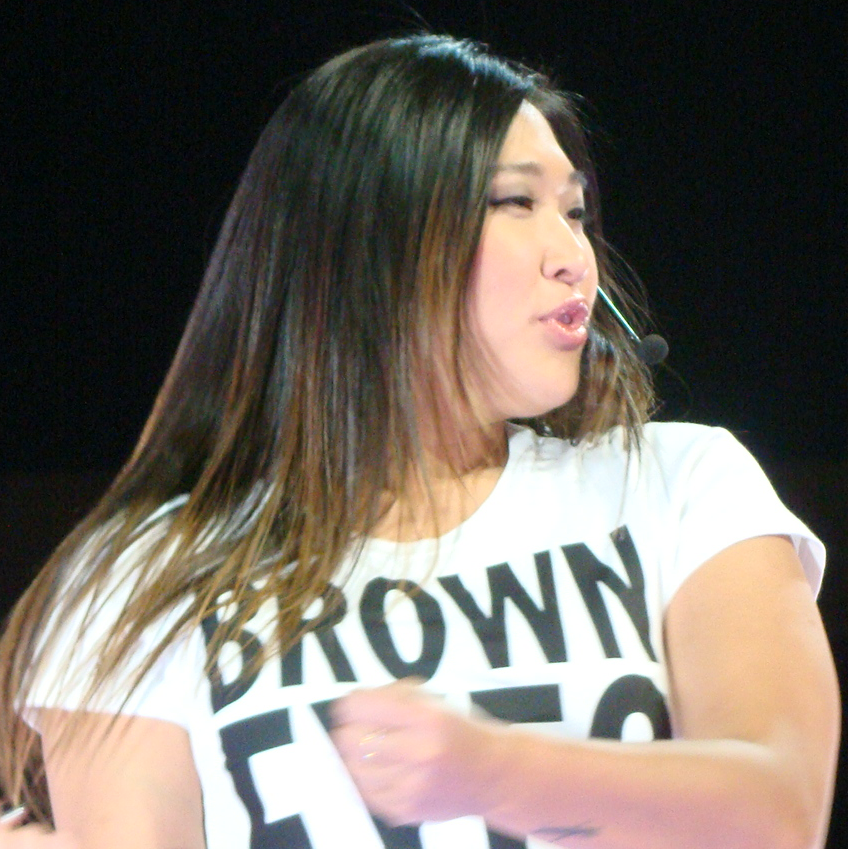
Ushkowitz em turnê.

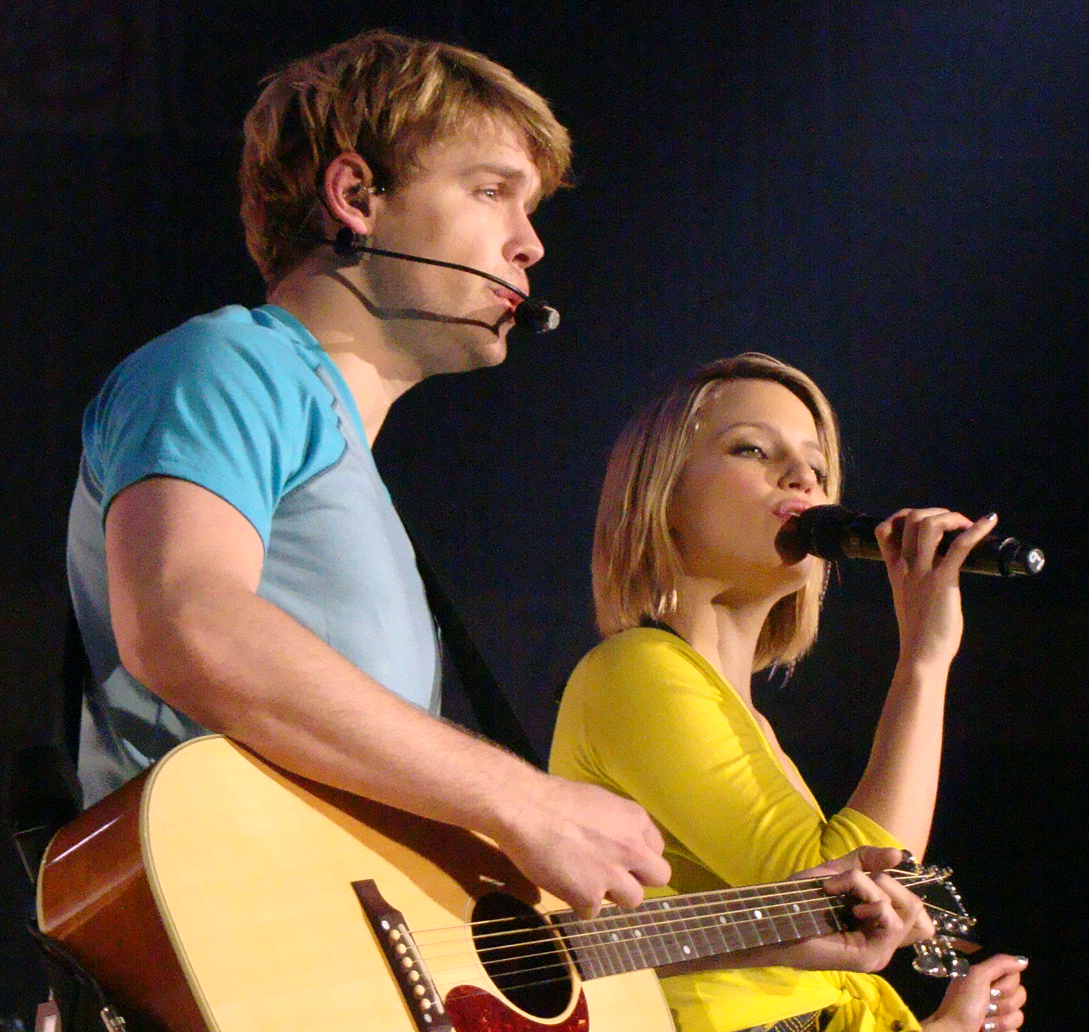
Overstreet e Agron cantando "Lucky" em turnê.

### 2010

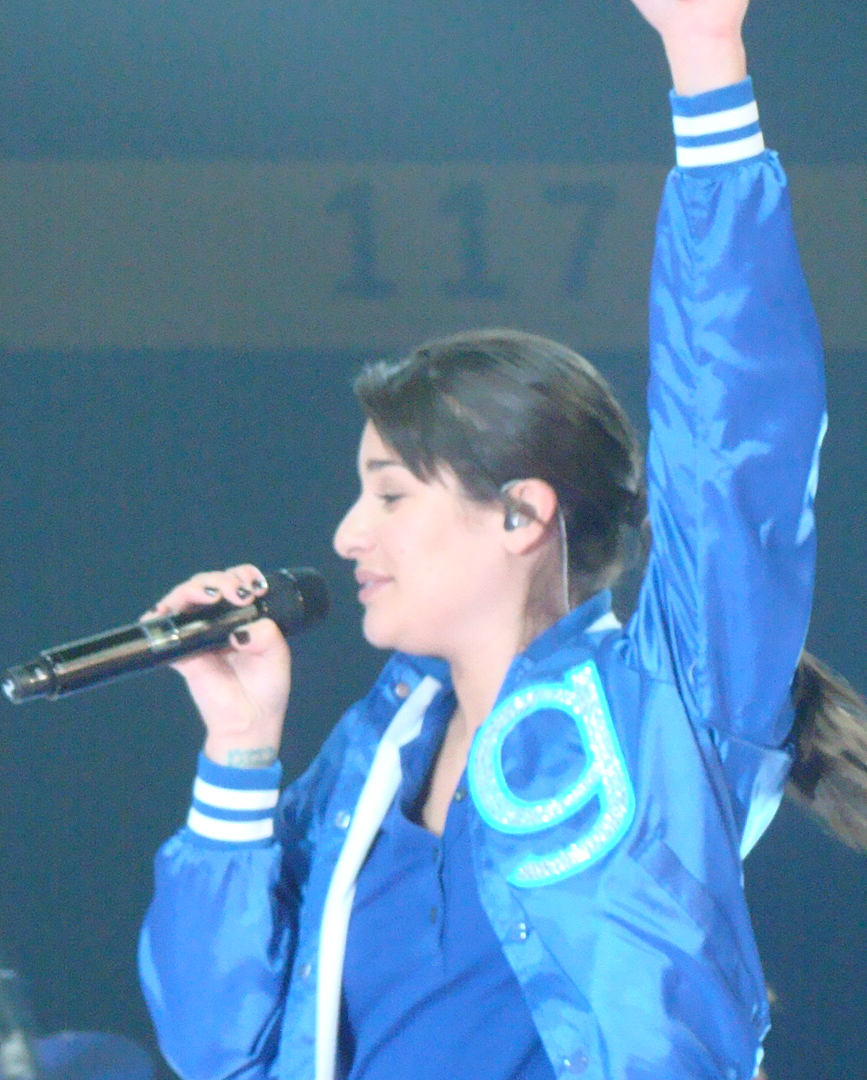
Michele na performance de "Somebody to Love" em turnê.

Os concertos começaram com uma saudação pré-gravada de Jane Lynch como a treinadora das líderes de torcida Sue Sylvester, insultando os membros do elenco e o público dizendo que o "show é disperdicio de tempo e dinheiro" e que o show era um "saco". Os membros do elenco entravam no palco como seus personagens, incluindo o ator Kevin McHale aparecendo em uma cadeira de rodas como deficiente. No show a performance da música "Jump", o palco estava cheio de colchões e o elenco usava pijama combinando, enquanto um Cadillac Escalade foi usado como um suporte para o desempenho de "Bust Your Windows". Cory Monteith, atuou como o jogador de futebol quarterback Finn Hudson enquanto tocava bateria como apoio para "Sweet Caroline", e vários membros do elenco usava figurinos de Lady Gaga para o desempenho de "Bad Romance". Dançarinos da escola rival Vocal Adrenalina apareceram para as canções "Rehab" e "Mercy", a performance destas canções era apenas de dança enquanto tocava a música. O setlist principal terminava com uma performance de "Like a Prayer", enquanto o encore consistia em "True Colors" e "Somebody to Love".

### 2011

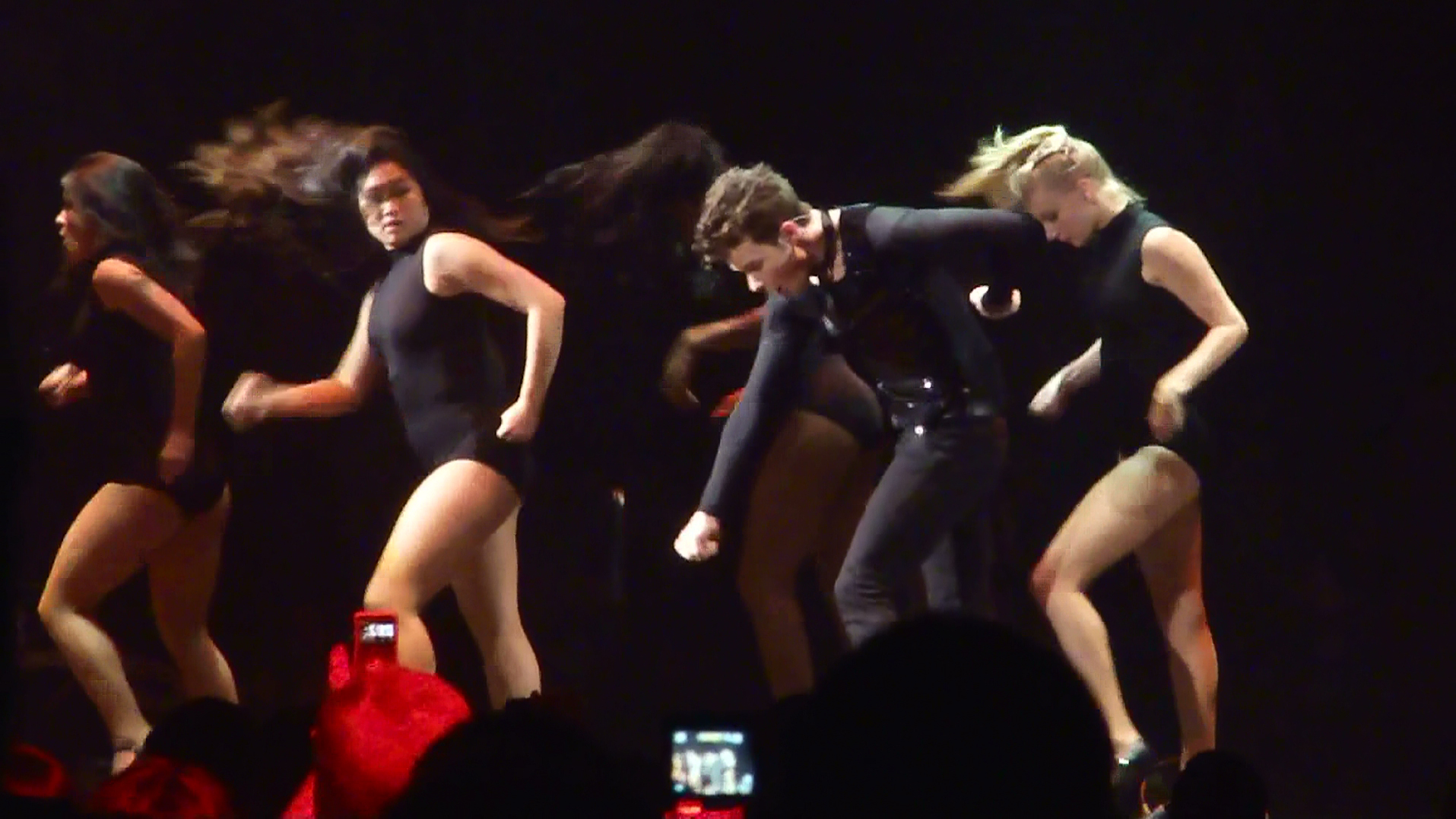
O elenco de Glee dança ao som de "Single Ladies" no dia 18 de Junho de 2011

20 minutos antes do show os membros do "The Legion of Extraordinary Dancers" entregavam sacos de vômitos ao público. O show principal começava com um vídeo pré-gravado de Sue e Mr.Schuester, que introduzia o New Directions. Os membros do elenco estavam todos em caráter, e novamente começou sua setlist com uma performance de "Don't Stop Believin'", com todo o elenco no palco. Tina e Mercedes em seguida, começam os vocais de "Dog Days Are Over", e Rachel e Finn começam "Sing", com o elenco completo permanecendo no palco para ambas as músicas. Após estas canções Brittany conversava com o Will através de um video no telão e levava a performance de I'm a Slave 4 U". Todo o elenco, então, veio para a performance de "Born This Way", incluindo todos os personagens com as camisas personalizadas com frases como "Não Sei Dançar" e "Eu Gosto de Garotos" (as mesmas camisas estavam a venda em todos os shows para o público). Rachel então realizada "Firework", antes de um interlúdio de vídeo em que Sue introduzia os Warblers, que cantavam três músicas: "Teenage Dream" era uma delas. A próxima etapa do show consistia na recriação da sala do New Directions (o telão projetava o fundo da sala enquanto havia cadeiras no palco). Brittany em seguida, aparece no palco para começar uma sátira com Blaine e Kurt mais tarde, o que levou a uma performance de "Jessie's Girl" por Finn. O último número do conjunto principal foi um desempenho de todo o elenco na canção original "Loser Like Me". No dia 18 de junho de 2011 depois de um curto intervalo de tempo, Kurt apareceu sem avisar com Brittany, Tina e uma série de outros dançarinos para a performance de "Single Ladies (Put a Ring on It)" exatamente a mesma performance vista na primeira temporada, embora os vocais originais foram mantidos. Artie então realiza "Safety Dance", como visto em uma sequência de sonho em que ele se levanta da cadeira de rodas. Todo o elenco voltou para o palco principal para os dois últimos números da noite, "Empire State of Mind" e "Somebody to Love".

## Ato de Abertura
O ato de abertura para a etapa dos EUA foi feito pelo grupo de dança The Legion of Extraordinary Dancers também conhecidos como LXD. O grupo é um projeto do membro do elenco Harry Shum, Jr.. Ele o descreveu como sendo "quando mundos colidem", explicando ao New York Post que, no período de preparação para a turnê, ele estava ensaiando com o elenco, em seguida, praticava com LXD até meia-noite, em estreita colaboração com o grupo do coreógrafo Christopher Scott. Ele comentou:. "Eu acho que [Glee e LXD] caminham lado a lado, em termos de criação de arte. Isso é que é tão grande sobre eles escolherem LXD. Eles poderiam ter tido uma banda de abertura, mas eu acho que vai ser um show muito diferente ter elementos de LXD nele".

## Elenco da turnê

### 2010
- Lea Michele como Rachel Berry
- Dianna Agron como Quinn Fabray
- Chris Colfer como Kurt Hummel
- Kevin McHale como Artie Abrams
- Cory Monteith como Finn Hudson
- Heather Morris como Brittany Pierce
- Amber Riley como Mercedes Jones
- Naya Rivera como Santana Lopez
- Mark Salling como Noah "Puck" Puckerman
- Harry Shum, Jr. como Mike Chang
- Dijon Talton como Matt Rutherford
- Jenna Ushkowitz como Tina Cohen-Chang

### 2011
- Lea Michele como Rachel Berry
- Dianna Agron como Quinn Fabray
- Chris Colfer como Kurt Hummel
- Kevin McHale como Artie Abrams
- Cory Monteith como Finn Hudson
- Heather Morris como Brittany Pierce
- Chord Overstreet como Sam Evans
- Amber Riley como Mercedes Jones
- Naya Rivera como Santana Lopez
- Mark Salling como Noah "Puck" Puckerman
- Harry Shum, Jr. como Mike Chang
- Jenna Ushkowitz como Tina Cohen-Chang
- Ashley Fink como Lauren Zizes
- Darren Criss como Blaine Anderson

## Setlist
1. "Don't Stop Believin'"
2. "My Life Would Suck Without You"
3. "Push It"
4. "Don't Rain on My Parade"
5. "Beautiful"
6. "Sweet Caroline"
7. "The Boy Is Mine"
8. "The Lady Is a Tramp"
9. "Over the Rainbow"
10. "Hello"
11. "Defying Gravity"
12. "Bust Your Windows"
13. "Bad Romance"
14. "Dancing with Myself"
15. "It's My Life" / "Confessions Part II"
16. "Halo" / "Walking on Sunshine"
17. "Rehab"
18. "Mercy"
19. "Jump"
20. "Faithfully"
21. "Any Way You Want It" / "Lovin', Touchin', Squeezin'"
22. "Like a Prayer"

Encore
1. "True Colors"
2. "Somebody to Love"

1. "Don't Stop Believin'"
2. "Dog Days Are Over"
3. "SING"
4. "I'm a Slave 4 U"
5. "Fat Bottomed Girls"
6. "I Want to Hold Your Hand"
7. "Ain't No Way"
8. "P.Y.T. (Pretty Young Thing)"
9. "Born This Way"
10. "Firework"
11. "Teenage Dream"
12. "Silly Love Songs"
13. "Raise Your Glass"
14. "Happy Days Are Here Again / Get Happy"
15. "Lucky"
16. "River Deep, Mountain High"
17. "Don't Rain on My Parade"
18. "Jessie's Girl"
19. "Valerie"
20. "Loser Like Me"

Encore
1. "Single Ladies (Put a Ring on It)"
2. "Friday"
3. "Safety Dance"
4. "Empire State of Mind"
5. "Somebody to Love"

## Datas

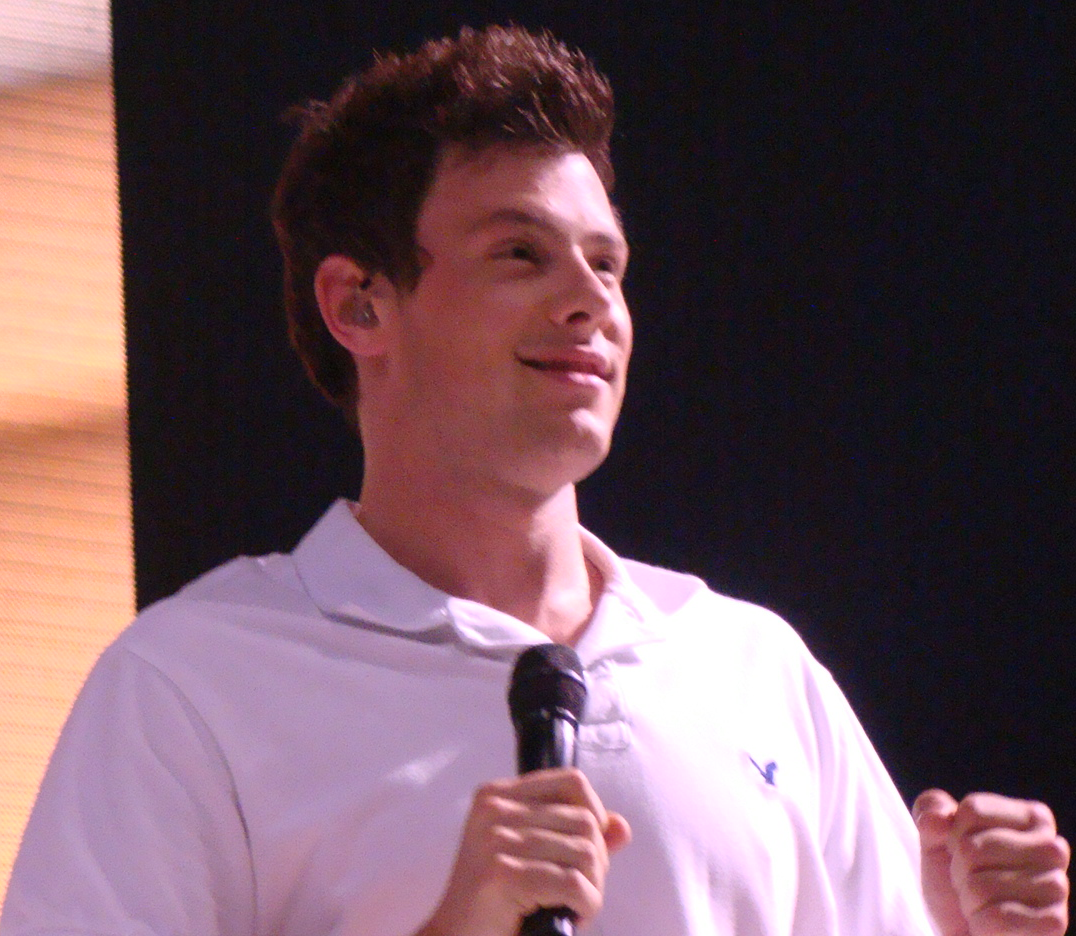
Monteith em turnê.

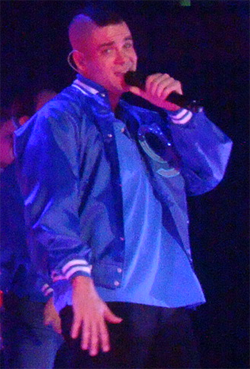
Salling em turnê.

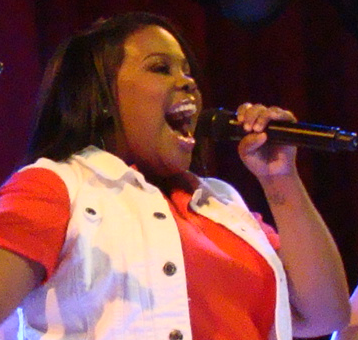
Riley em turnê.

### 1ª Etapa
| América do Norte   |               |                |                       |
| 15 de Maio de 2010 | Phoenix       | Estados Unidos | Dodge Theatre         |
| 16 de Maio de 2010 | Phoenix       | Estados Unidos | Dodge Theatre         |
| 20 de Maio de 2010 | Los Angeles   | Estados Unidos | Gibson Amphitheatre   |
| 21 de Maio de 2010 | Los Angeles   | Estados Unidos | Gibson Amphitheatre   |
| 22 de Maio de 2010 | Los Angeles   | Estados Unidos | Gibson Amphitheatre   |
| 25 de Maio de 2010 | Rosemont      | Estados Unidos | Rosemont Theatre      |
| 26 de Maio de 2010 | Rosemont      | Estados Unidos | Rosemont Theatre      |
| 28 de Maio de 2010 | New York City | Estados Unidos | Radio City Music Hall |
| 29 de Maio de 2010 | New York City | Estados Unidos | Radio City Music Hall |
| 30 de Maio de 2010 | New York City | Estados Unidos | Radio City Music Hall |

### 2ª Etapa
| América do Norte    |                 |                |                                   |
| 21 de Maio de 2011  | Las Vegas       | Estados Unidos | Mandalay Bay Events Center        |
| 23 de Maio de 2011  | Sacramento      | Estados Unidos | Power Balance Pavilion            |
| 24 de Maio de 2011  | San Jose        | Estados Unidos | HP Pavilion at San Jose           |
| 25 de Maio de 2011  | San Jose        | Estados Unidos | HP Pavilion at San Jose           |
| 27 de Maio de 2011  | Anaheim         | Estados Unidos | Honda Center                      |
| 28 de Maio de 2011  | Los Angeles     | Estados Unidos | Staples Center                    |
| 29 de Maio de 2011  | San Diego       | Estados Unidos | Valley View Casino Center         |
| 1º de Junho de 2011 | Minneapolis     | Estados Unidos | Target Center                     |
| 2 de Junho de 2011  | Indianapolis    | Estados Unidos | Conseco Fieldhouse                |
| 3 de Junho de 2011  | Rosemont        | Estados Unidos | Allstate Arena                    |
| 4 de Junho de 2011  | Rosemont        | Estados Unidos | Allstate Arena                    |
| 6 de Junho de 2011  | Uncasville      | Estados Unidos | Mohegan Sun Arena                 |
| 7 de Junho de 2011  | Boston          | Estados Unidos | TD Garden                         |
| 8 de Junho de 2011  | Philadelphia    | Estados Unidos | Wells Fargo Center                |
| 9 de Junho de 2011  | Washington D.C. | Estados Unidos | Verizon Center                    |
| 11 de Junho de 2011 | Toronto         | Canadá         | Air Canada Centre                 |
| 12 de Junho de 2011 | Toronto         | Canadá         | Air Canada Centre                 |
| 13 de Junho de 2011 | Auburn Hills    | Estados Unidos | The Palace of Auburn Hills        |
| 14 de Junho de 2011 | Cleveland       | Estados Unidos | Quicken Loans Arena               |
| 16 de Junho de 2011 | East Rutherford | Estados Unidos | Izod Center                       |
| 17 de Junho de 2011 | East Rutherford | Estados Unidos | Izod Center                       |
| 18 de Junho de 2011 | Uniondale       | Estados Unidos | Nassau Veterans Memorial Coliseum |
| Europa              |                 |                |                                   |
| 22 de Junho de 2011 | Manchester      | Reino Unido    | Manchester Evening News Arena     |
| 23 de Junho de 2011 | Manchester      | Reino Unido    | Manchester Evening News Arena     |
| 25 de Junho de 2011 | London          | Reino Unido    | The O2 Arena                      |
| 26 de Junho de 2011 | London          | Reino Unido    | The O2 Arena                      |
| 28 de Junho de 2011 | London          | Reino Unido    | The O2 Arena                      |
| 29 de Junho de 2011 | London          | Reino Unido    | The O2 Arena                      |
| 30 de Junho de 2011 | London          | Reino Unido    | The O2 Arena                      |
| 2 de Julho de 2011  | Dublin          | Irlanda        | The O2                            |
| 3 de Julho de 2011  | Dublin          | Irlanda        | The O2                            |

## Arrecadação
| Local                             | Cidade                  | Ingressos vendidos / disponíveis | Receita bruta |
| --------------------------------- | ----------------------- | -------------------------------- | ------------- |
| Dodge Theatre                     | Phoenix                 | 9,539 / 9,539 (100%)             | $595,938      |
| Gibson Amphitheatre               | Los Angeles             | 23,720 / 23,720 (100%)           | $1,649,743    |
| Rosemont Theatre                  | Rosemont                | 8,895 / 8,895 (100%)             | $624,453      |
| Radio City Music Hall             | New York City           | 29,739 / 29,739 (100%)           | $2,161,304    |
| Mandalay Bay Events Center        | Las Vegas               | 8,210 / 8,210 (100%)             | $879,880      |
| Power Balance Pavilion            | Sacramento              | 10,224 / 10,224 (100%)           | $783,520      |
| HP Pavilion at San Jose           | San Jose                | 23,086 / 23,086 (100%)           | $1,858,140    |
| Honda Center                      | Anaheim                 | 11,643 / 11,643 (100%)           | $801,591      |
| Staples Center                    | Los Angeles             | 25,420 / 26,725 (95%)            | $1,721,168    |
| Valley View Casino Center         | San Diego               | 9,449 / 9,449 (100%)             | $737,801      |
| Target Center                     | Minneapolis             | 12,209 / 12,209 (100%)           | $988,346      |
| Conseco Fieldhouse                | Indianápolis            | 11,449 / 11,449 (100%)           | $882,744      |
| Allstate Arena                    | Rosemont                | 33,204 / 33,204 (100%)           | $2,708,378    |
| Mohegan Sun Arena                 | Uncasville              | 4,461 / 4,461 (100%)             | $555,475      |
| TD Garden                         | Boston                  | 12,735 / 12,735 (100%)           | $1,075,343    |
| Wells Fargo Center                | Filadélfia              | 14,649 / 14,649 (100%)           | $1,274,073    |
| Verizon Center                    | Washington D.C.         | 13,462 / 13,462 (100%)           | $1,182,755    |
| Air Canada Centre                 | Toronto                 | 54,462 / 54,462 (100%)           | $4,452,129    |
| The Palace of Auburn Hills        | Auburn Hills            | 13,801 / 13,801 (100%)           | $1,052,618    |
| Quicken Loans Arena               | Cleveland               | 12,779 / 12,779 (100%)           | $1,029,611    |
| Izod Center                       | East Rutherford         | 28,694 / 28,694 (100%)           | $2,401,433    |
| Nassau Veterans Memorial Coliseum | Uniondale               | 24,669 / 24,669 (100%)           | $2,043,832    |
| Manchester Evening News Arena     | Manchester              | 28,895 / 28,895 (100%)           | $2,363,373    |
| The O2 Arena                      | Londres                 | 103,513 / 103,513 (100%)         | $8,488,444    |
| The O2                            | Dublin                  | 33,412 / 33,412 (100%)           | $3,576,663    |
| TOTAL                             | 562,319 / 563,624 (99%) | $45,888,755                      |               |

## Glee: The 3D Concert Movie
Glee: The 3D Concert Movie é um  filme no estilo show/documentário com cenas dos shows realizados em 2011. O filme estreou em vários países incluindo o Brasil. O filme estreou em 3D em agosto de 2011.

## Transmissões e gravações
20th Century Fox lançou o filme de Glee Live! In Concert!, intitulado Glee: The 3D Concert Movie, nos cinemas em 12 de agosto para um contrato limitado de duas semanas; foi dirigido por Kevin Tancharoen. O filme foi gravado durante os shows nos dias 16 e 17 de junho de 2011, em East Rutherford, Nova Jersey. O filme apresenta todo o concerto com cenas dos bastidores, com a convidada especial Gwyneth Paltrow como Holly Holliday. O DVD e o Blu-ray do filme, incluindo um Blu-ray 3D, foram lançados em todo o mundo em dezembro de 2011, e apresentaram performances exclusivas que foram cortadas do filme e lançadas por Jane Lynch como Sue Sylvester.